# Gutenberg-Gymnasium (Mainz)

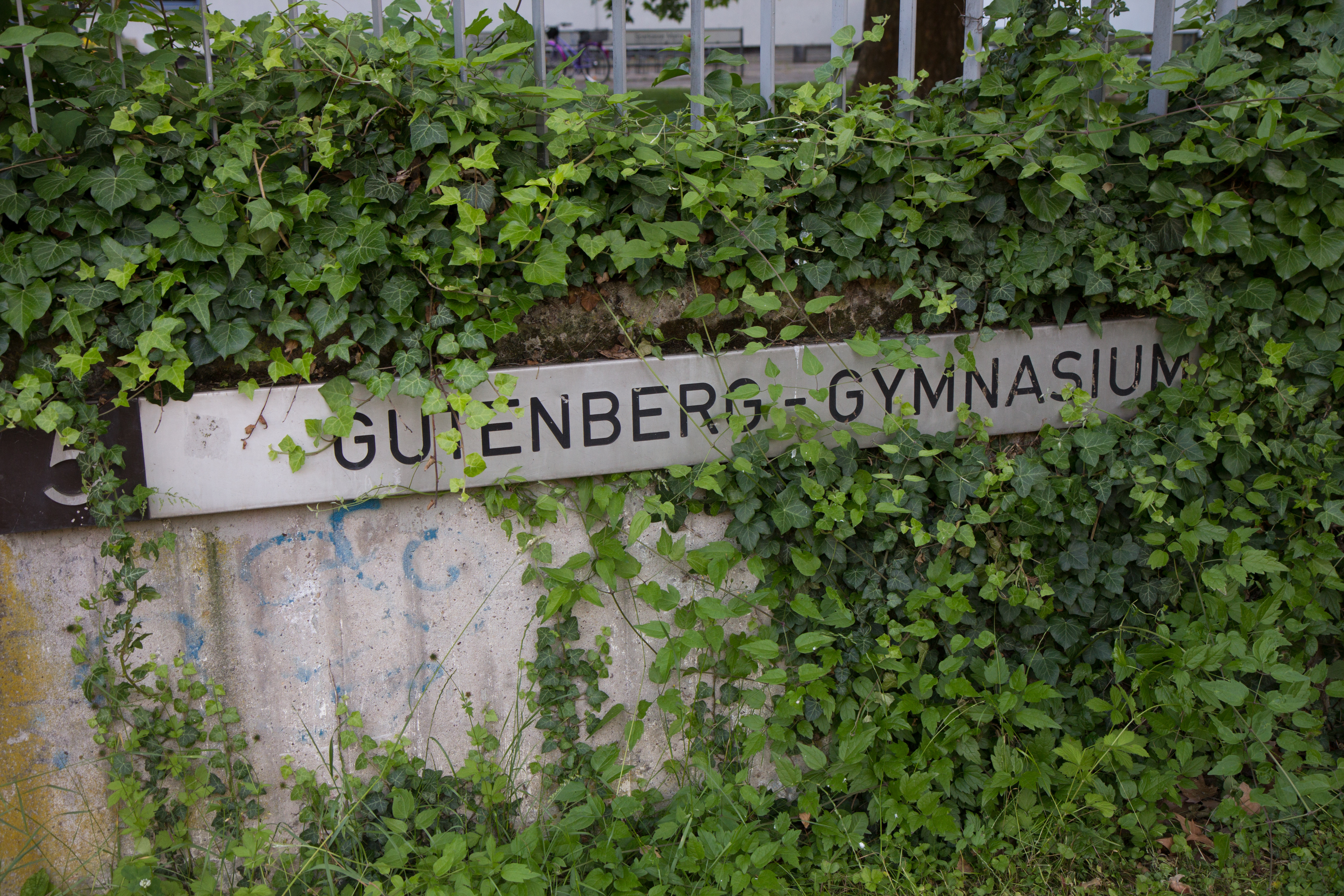
Gutenberg-Gymnasium Schild

Das Gutenberg-Gymnasium ist ein Gymnasium in der Mainzer Oberstadt. Die Bezeichnung der Schule knüpft an den Namen der vor dem Zweiten Weltkrieg bestehenden und im späteren Gymnasium am Kurfürstlichen Schloss aufgegangenen Oberrealschule „Gutenberg-Schule“ an, die somit als Vorläufer des heutigen Gutenberg-Gymnasiums angesehen werden kann und ist eine Hommage an Johannes Gutenberg. Seit 2017 ist das Gutenberg-Gymnasium Kulturschule.

## Geschichte
Am 19. März 1956 wurde die Schule durch Teilung des Gymnasiums am Kurfürstlichen Schloss in zwei selbständige Schulen gegründet. Zunächst waren beide Gymnasien im selben Gebäude untergebracht, wo 552 Schüler – ausschließlich Jungen – von 25 Lehrern unterrichtet wurden. 1958 begann der Bau des heutigen Schulgebäudes an der Philippsschanze, welches 1960 eingeweiht und bereits 1968 erweitert wurde. 1972 wechselten 190 Schüler auf das neu eröffnete Gymnasium Gonsenheim. Trotzdem wuchs die Schülerzahl im selben Jahr auf 1212 an, da ab diesem Jahr auch Mädchen aufgenommen wurden. Die dadurch bedingte Raumnot konnte durch Ausgliederung einiger Klassen in eine Außenstelle in der nahegelegenen Berliner Siedlung gemildert werden, die im Jahre 1986 wieder geschlossen wurde. 1975 wird die reformierte Oberstufe (MSS) eingeführt. 1980 unterrichteten 111 Lehrkräfte 1996 Schüler in 75 Klassen. Von April 1995 bis September 2000 wurde das Schulgebäude in mehreren Teilabschnitten bei laufendem Unterrichtsbetrieb saniert und erweitert.

## „Kulturschule“
Das Gutenberg-Gymnasium hat eine lange kulturelle Tradition. Darauf aufbauend haben Lehrkräfte des Gutenberg-Gymnasiums 2015 einen Schulentwicklungsprozess zur Kulturschule angestoßen, der inzwischen auf mehreren verschiedenen Ebenen ansetzt. Unter anderem erleben Schüler der Jahrgangsstufen 5 und 6 Kultur in ihren Klassen mit musisch-künstlerischem oder sportlichem Schwerpunkt: Literatur, Theater, Kunst, Bläser, Pop, Sport. Im Rahmen des Landesprogramms GenerationK (=Kultur), einer Initiative von Bildungs- und Kulturministerium zusammen mit der Stiftung Mercator, wurde das Gutenberg-Gymnasium 2017 als eine von sechs Schulen in RLP als Projektschule ausgewählt.
Zum Abschluss der Orientierungsstufe findet der sogenannte „Werkstattabend“ statt, wo alle Schüler zu einem gemeinsamen Thema ihrer Kulturklasse entsprechend eine Präsentation ausarbeiten.
Mittlerweile finden auch in den Klassen 7 und 8 Kulturtage statt. Auch besteht eine breite Auswahl an kulturell orientierten Arbeitsgemeinschaften. Des Weiteren existiert seit dem Schuljahr 2023/2024 das „Wahlfach Kultur“.

## Weitere Schwerpunkte
Das Gutenberg-Gymnasium ist „Modellschule für Demokratie und Partizipation“. Als solche finden regelmäßig in allen Jahrgängen Aktionen zur Demokratiebildung statt. Daneben ist die Schule seit 2017 Mitglied im Netzwerk "Schule ohne Rassismus - Schule mit Courage" sowie 2022 von der Landesschüler*innenvertretung Rheinland-Pfalz und dem Ministerium für Bildung als "Nachhaltige Schule" ausgezeichnet.
Auch nimmt das Gutenberg-Gymnasium regelmäßig an verschiedenen Wettbewerben teil, darunter auch Jugend debattiert.

## Naturdenkmal
Auf dem Schulgelände befinden sich zahlreiche Bäume, darunter eine als Naturdenkmal eingestufte Kaukasische Flügelnuss. Begründet wird diese Einstufung mit der Schönheit, Seltenheit und besonderen Eigenart des Baumes.

## Bekannte ehemalige Schüler
- Tobias Bonn (* 1964, Abitur: 1983), Sänger und Schauspieler
- Fabian Ehmann (* 1993, Abitur: 2012), Grünen-Politiker, gewählter Landtagsabgeordneter in Rheinland-Pfalz
- Anja Gockel (* 1968, Abitur: 1987), Modedesignerin
- Henrike Grohs (1964–2016, Abitur: 1983), Leiterin des Goethe-Instituts in Abidjan
- Manuel Höferlin (* 1973, Abitur: 1992), FDP-Politiker, 2009 bis 2013 und von 2017 bis 2025 erneut Bundestagsabgeordneter
- Nina Klinkel (* 1983), SPD-Politikerin, Landtagsabgeordnete in Rheinland-Pfalz
- Marcel Kohler (* 1991, Abitur: 2011), Schauspieler
- Daniel Köbler (* 1981, Abitur: 2000), Grünen-Politiker und rheinland-pfälzischer Landtagsabgeordneter
- Jörg Kukies (* 1968, Abitur: 1989), SPD-Politiker und von November 2024 bis Mai 2025 Bundesminister der Finanzen im Kabinett Scholz.
- Christopher Sitte (Abitur: 1994), FDP-Politiker, 2010 bis 2018 Wirtschaftsdezernent der Stadt Mainz
- Anne Schröder (* 1994, Abitur: 2013), deutsche Hockeyspielerin[16]
- Harald Strutz (* 1950, Abitur: 1970), 1988 bis 2017 Präsident des 1. FSV Mainz 05, FDP-Politiker im Mainzer Stadtrat
- Jessica Zahedi (* 1978, Abitur: 1997), Fernsehjournalistin und -moderatorin
- Reimut Zohlnhöfer (* 1972, Abitur: 1991), Politikwissenschaftler und Professor an der Ruprecht-Karls-Universität Heidelberg